# ウェブマスター
ウェブマスターとは、ウェブサイトのデザイン、開発、マーケティング、または維持・管理の担当者のことを指す。別名ウェブ/サイト開発者、サイト作成者、ウェブ・アドミニストレーター、ウェブマイスター等。
小規模なウェブサイトではサイト作成者がウェブマスターと呼ばれ、大規模なウェブサイトではウェブサイトを担当する者／部署がウェブマスターと呼ばれる。
コミュニティ型のサイトでは、書き込みの内容を管理、修正、削除する権限を持つ。

## 職業としてのウェブマスター
インターネット上のコミュニケーションに係る仕事に携わっている人をウェブマスターと呼ぶことができる。たいていは一般的な事務職でありながらHTMLの知識を有する者がウェブ／サイトの運営管理を全般的に行う。PHP、Perl、JavaScript等のプログラミング言語の知識・技術を有する場合も少なくない。さらにWebサーバを構築するためApacheやserve等の知識・技術を有し、サーバ・アドミニストレーター（サーバ管理者）を兼任することもある。
近年はウェブ開発の分業化が進んでおり、ウェブ運営はHTML知識を有する事務職で行うことが多いが、ウェブの開発は専門の業者が行うことの方が多くなってきている。
より広い解釈として、ウェブ上で商い（販売・サービス等）を行う人／会社のことをウェブマスターと呼ぶことができる。この場合、ウェブの開発・運営・管理といった技術面だけではなく、そのウェブ上で扱う商品・サービスの内容や、さらに広告、マーケティング、注文管理から顧客サービスといったソフト面の管理まで含まれることになる。
ウェブマスターの主な任務はウェブサイトの規則策定、ユーザー管理（アクセス・コントロール）、一般的なウェブの維持管理である。コンテンツ配置は行うがコンテンツ作成は自ら行わない場合が多い。

## メールアドレスにおけるウェブマスター
RFC 822 において電子メールの管理者宛メールの窓口としてのメールアドレス postmaster@domainが設定されたが、これにならってwebmaster@domainのようなWebサイトの管理者宛窓口が使われていた。RFC 2142では正式にサービスをサポートするメールボックス名としてこのアドレスが割り当てられた。
Amazon Web Servicesやサイバートラストなど、ドメインの所有権を電子メールを通して行う場合にこのメールアドレスを使用することもある。